# Assholes Finish First
Assholes Finish First is een non-fictieboek van Tucker Max. Het boek bevat gedetailleerde anekdotische verhalen, die meestal draaien om drank en seks. Het is het vervolg op I Hope They Serve Beer in Hell.
het boek debuteerde op 17 oktober 2010 op de derde positie in de New York Times-bestsellerslijst en bleef op de lijst voor 14 opeenvolgende weken.